# Fieseler Fi 166
Die Fieseler Fi 166 war eine 1941/42 durch die Gerhard-Fieseler-Werke durchgeführte Konzeptstudie eines raketengetriebenen Flugzeugs, das als Jagdflugzeug in großen Höhen eingesetzt werden sollte.

## Konstruktion
Eine erste Variante war der Fi-166 Höhenjäger I. Er bestand aus der Kombination einer Rakete mit einem Flugzeug (basierend auf der Messerschmitt Bf 109) mit zwei Düsentriebwerken. Die Rakete sollte das Flugzeug bis zu einer Höhe von 12.000 Metern befördern, danach abgetrennt werden und an einem Fallschirm zurückkehren.
Der zweite Entwurf war der Fi-166 Höhenjäger II, ein zweisitziges Flugzeug, dessen Raketentriebwerk nicht nur beim Start, sondern auch im Flug genutzt werden sollte.
Beide Entwürfe kamen nicht über das Entwurfsstadium hinaus.
Im Frühjahr 1944 wurde die Idee eines raketenangetriebenen Flugzeuges wieder aufgenommen.  Verantwortlich für den Entwurf war Erich Bachem, der bis Anfang 1942 technischer Leiter der Fieseler Flugzeugwerke gewesen war. Es entstand die Bachem Ba 349 „Natter“, das erste vertikal startende Abfangjagdflugzeug der Welt.